# ريتشي كول
ريتشي كول (بالإنجليزية: Richie Cole)‏ هو عازف ساكسفون أمريكي، ولد في 29 فبراير 1948 في ترنتون في الولايات المتحدة.

## وصلات خارجية
- ريتشي كول على موقع ميوزك برينز (الإنجليزية)
- ريتشي كول على موقع أول ميوزيك (الإنجليزية)
- ريتشي كول على موقع ديسكوغز (الإنجليزية)